# Şamaxı astrofysiska observatorium
Şamaxı astrofysiska observatorium (förkortat SHAO, azeriska: Nəsirəddin Tusi adına Şamaxı Astrofizika Rəsədxanası), är ett astrofysiskt observatorium som ligger på 1 435 meter höjd i bergen Stora Kaukasus i Azerbajdzjan, ungefär tjugotvå kilometer nordväst om Şamaxı. Det är uppkallat efter den medeltida persiska astronomen Nasir al-Din al-Tusi. Det byggdes 1958–1960 under ledning av astronomen Yusif Mammadaliyev, när Azerbajdzjan var en del av Sovjetunionen som den Azerbajdzjanska socialistiska sovjetrepubliken. Observatoriet är ett av de största i Transkaukasus. Det ägs och drivs av Azerbajdzjans nationella vetenskapsakademi. Det finns totalt fyra teleskop. Observatoriets läge ger 150–200 klara molnfria nätter per år.

## Bildgalleri

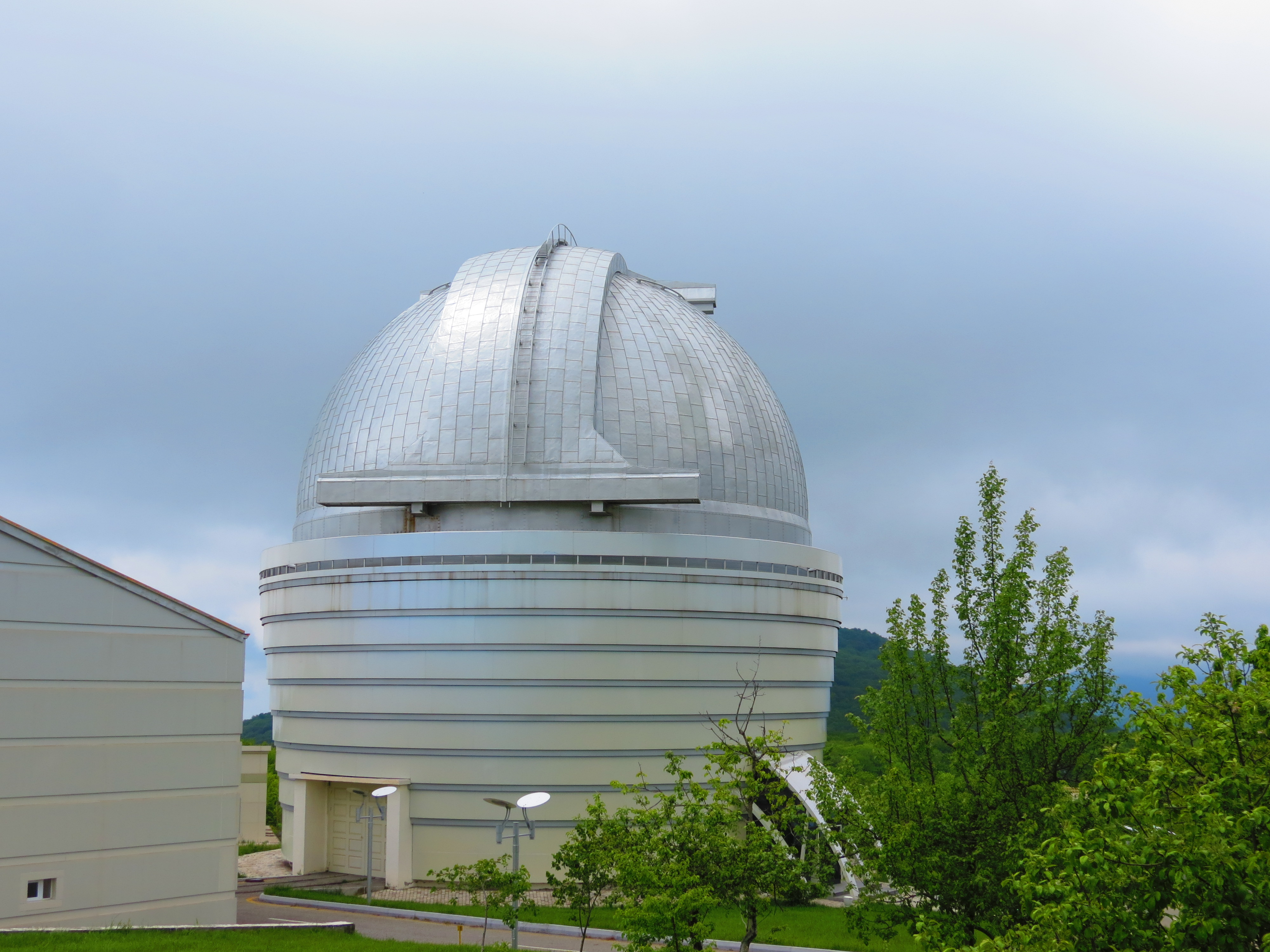
Teleskop på Şamaxı astrofysiska observatorium i 2016.